# پیورتک هلت
پیورتک هلت (انگلیسی: PureTech Health) شرکت مراقبت سلامت بریتانیایی است، که در سال ۲۰۰۵ تأسیس شد.